# Arti suntuarie
Le arti suntuarie sono forme artistiche particolarmente lussuose, spesso (ma non necessariamente) legate alla lavorazione di materiali preziosi come i metalli (quindi l'oreficeria), l'avorio, le pietre preziose (quindi la glittica), l'ambra, e il marmo; ma anche alla realizzazione di smalti e stucchi, miniature, arazzi, ecc. Si tratta, dunque, di una locuzione dai limiti volontariamente fluidi e che include categorie di manufatti la cui lavorazione spesso veniva rubricata sotto la voce "arti minori", una locuzione ritenuta ormai inadeguata da molti studiosi per via dei livelli eccellenti raggiunti da questi lavori.
L'aggettivo suntuario deriva dal latino sumptŭārĭus, -a, -um (concernente le spese), a sua volta un derivato del sostantivo sumptus, -us (spesa) e del verbo sumĕre (prendere, comprare, spendere, ecc.); esso, infatti, indica ciò che riguarda le spese voluttuarie e di lusso.